# Stop Loss (Richtlinie)
Stop Loss (englisch für „Ausfallvermeidung“) ist die Bezeichnung für eine Dienstzeitverlängerung eines Soldaten in den US-Streitkräften. Durch entsprechende Festlegungen im Anwerbungsvertrag behält sich das Verteidigungsministerium einen einseitigen, nicht einvernehmlichen Verbleib jeder amerikanischen Militärperson im Dienst vor. Die Stop-Loss-Politik hat ihren Ursprung im Zweiten Golfkrieg, kam anschließend auch bei Kriegen in Somalia, Haiti, im Kosovo sowie nach dem 11. September 2001 und dem daraus resultierenden „Krieg gegen den Terror“ im Heer zum Einsatz. Während der Besetzung des Irak wurde der Einsatz dieser Vertragsklausel zur Norm, der das Heer langfristig mit einer Truppenaufstockung und einem allmählichen Truppenabzug entgegenzuwirken versuchte. Am 18. März 2009 kündigte das Verteidigungsministerium an, bis 2010 die systematische Inanspruchnahme der Stop-Loss-Option zu beenden, ohne jedoch von der Klausel bei zukünftigen Rekruten Abstand zu nehmen. Seit April 2009 erhalten derart weiterverpflichtete Soldaten im Gegensatz zur bisherigen Handhabe eine Zulage von 500 $ monatlich.
Die Stop-Loss-Politik ist umstritten. Betroffene Soldaten haben sie schon mehrmals rechtlich angefochten, allerdings haben amerikanische Bundesgerichte im Rahmen der Vertragsfreiheit regelmäßig ihre Rechtmäßigkeit festgestellt, da die Soldaten sich zur Duldung einer einseitig durch staatliche Organe verfügten Verlängerung ihrer Dienstzeit verpflichtet hätten.